# Wes Borland
Wes Louden Borland (Richmond, Virginia, 1975. február 7. –) amerikai gitáros, aki a Limp Bizkit zenekar tagjaként szerzett ismertséget.

## Élete
Wes a Tennessee állambeli Nashville-ben született, ahol apjának jó munkája volt. Később Jacksonville-be költözött a család, itt találkozott Fred Dursttel és megalapították a Limp Bizkit nevű együttest. Mielőtt Wes gitározni kezdett, a dobbal próbálkozott több-kevesebb sikerrel, aztán inkább a gitárt választotta. A Limp Bizkit előtt bluest játszott, most már 7 húros Ibanez gitáron játszik, amit saját maga tervezett és készített. Kedvenc bandái: Metallica és Ice Cube. Wes 2001-ben kilépett a Limp Bizkitből, az ő és a többi bandatag között kialakult eltérő zeneelképzelés miatt. Saját bandát alapított testvérével, Scott-tal és a többi Big Dumb Face zenésszel.
2004 augusztusában a hivatalos oldalra érdekes képek kerültek fel. Wes a bandával zenélt Lethal stúdiójában. Fred később megerősítette a hírt, miszerint Wes Borland visszatért.
2009-ben Wes hivatalosan is visszatért a Limp Bizkithez.

## Diszkográfia
Szólóalbumai
- Crystal Machete (2016)
- The Astral Hand (2018)

Limp Bizkit
- Three Dollar Bill, Yall$ (1997)
- Significant Other (1999)
- Chocolate Starfish and the Hot Dog Flavored Water (2000)
- The Unquestionable Truth (Part 1) (2005)
- Gold Cobra (2011)
- Still Sucks (2021)

Big Dumb Face
- Duke Lion Fights the Terror!! (2001)
- Where Is Duke Lion? He's Dead... (2017)

Black Light Burns
- Cruel Melody (2007)
- Cover Your Heart and the Anvil Pants Odyssey (2008)
- The Moment You Realize You're Going to Fall (2012)
- Lotus Island (2013)

## Felszerelés
Hangszerei (2009):
- Yamaha CV820 WB – Wes Borland signature guitar
- Fender Starcaster 1976
- Hagström III
- Silvertone

Régebben használt gitárjai:
- Ibanez AX Custom 4-húros baritone
- Ibanez AXR 7-húros
- Ibanez AX-7221 7-húros
- Ibanez AX-7521
- Ibanez R6-1
- Ibanez RG7621
- Ibanez RG7CST
- Ibanez Sabre 7-húros
- PRS CE 24
- Cremona 4 string
- Cremona 6 string
- Jackson RX10D Rhoads

Effektek:
- BOSS RV-3 Delay and Reverb
- BOSS EQ pedal
- BOSS Noise Gate
- BOSS Super Phaser
- Digitech XP300 Space Station
- DOD Electronics Buzz Box
- DOD Electronics FX-25B Envelope Filter
- Electro Harmonix Q-Tron
- Fulltone Deja-Vibe pedal
- Furman Power Conditoner
- iZotope Trash
- Korg DTR-1 Tuner
- MXR Phase 90
- Rocktron Hush Unit

Erősítői (2009):
- Orange Amplifiers – Élő előadás
- Diezel VH4 Heads – Stúdióban

Régebben használt erősítői:
- A/B Box – Erősítő váltó egység
- Mesa Boogie Dual vagy Triple Rectifiers – Torzított hanghoz
- Roland JC-120 Jazz Chorus Guitar Amplifier – Tiszta hanghoz